# Automotores de vapor del GWR

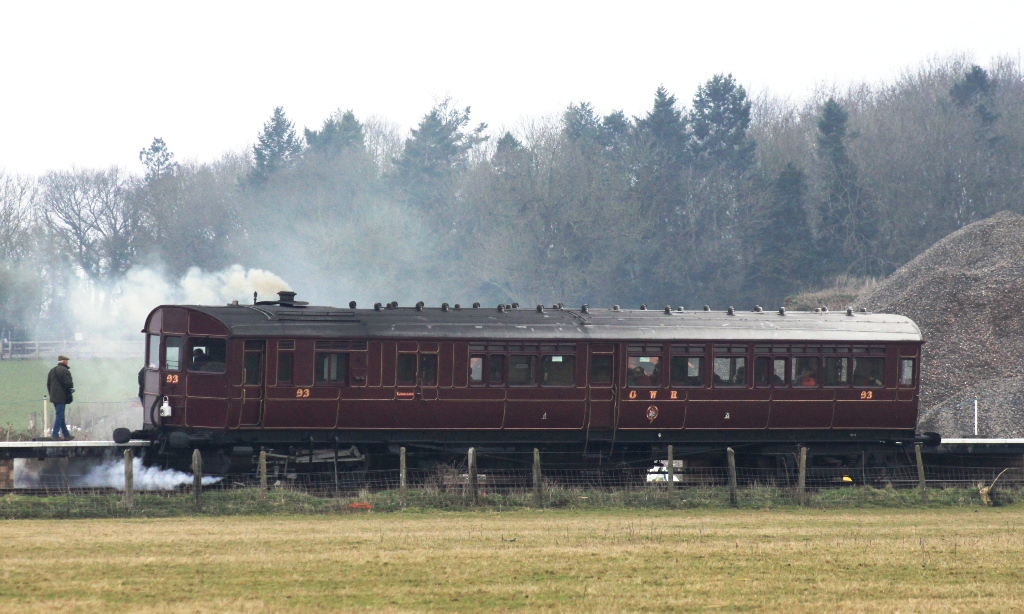
Automotor de vapor número 93 restaurado en Norton Fitzwarren, en el Ferrocarril Somerset Oeste

Los automotores de vapor del GWR eran coches de pasajeros autopropulsados operados por la compañía Great Western Railway en Inglaterra y Gales desde 1903 hasta 1935. Incorporaban una máquina de vapor dentro del cuerpo del coche.

## Historia

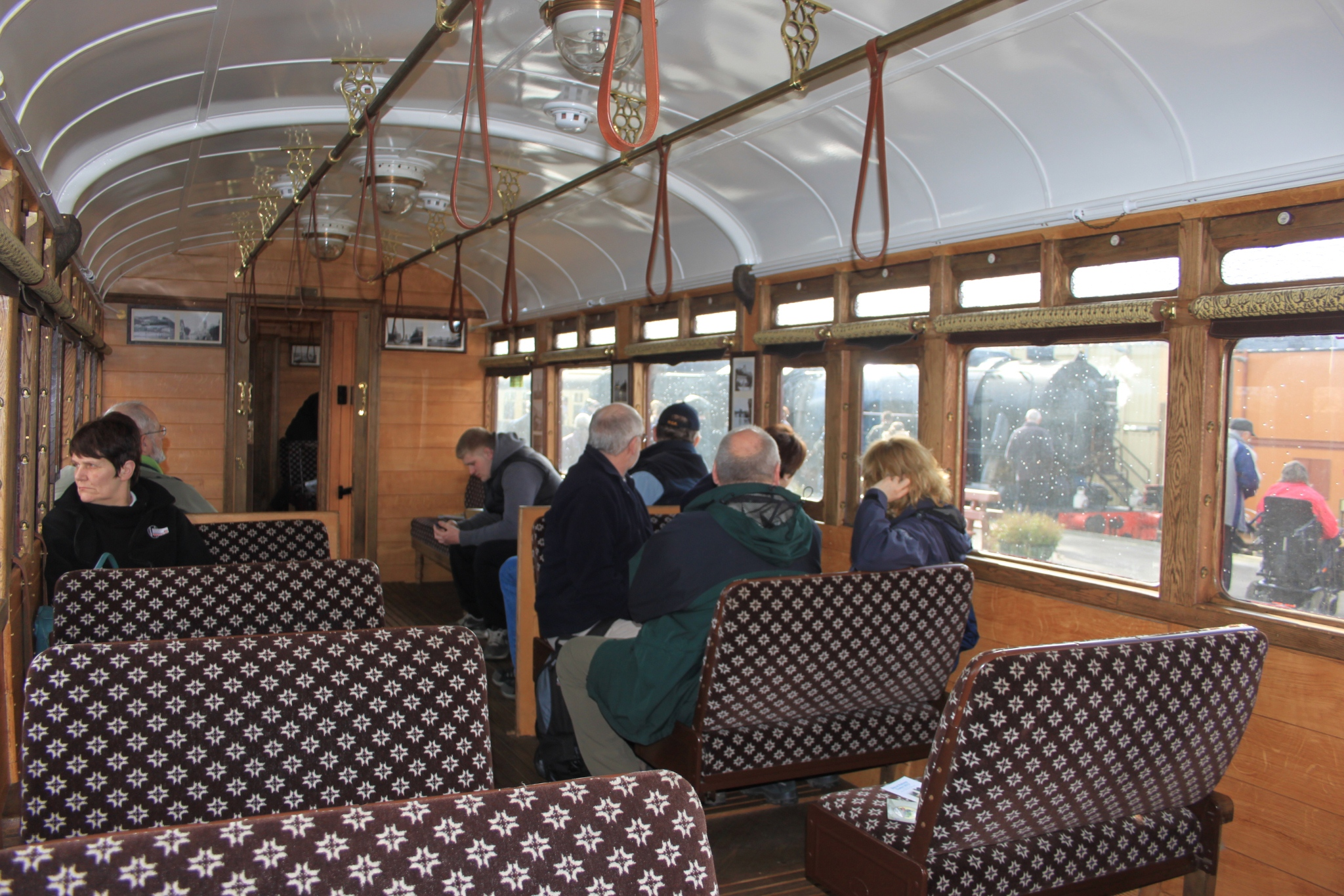
Los automotores de vapor presentaban un interior diáfano y asientos orientables al estilo de los tranvías, por lo que parecían mucho más espaciosos y modernos que los trenes de compartimentos que eran la norma en el Reino Unido por entonces

En los primeros años del siglo XX, las compañías ferroviarias dirigieron su atención a la necesidad de brindar mejores servicios locales de pasajeros y reducir costos, ante la creciente demanda de viajes diarios y a la amenaza competitiva que representaban los tranvías urbanos.
Las fortalezas originales de los ferrocarriles (una vía fija, trenes de pasajeros de múltiples vehículos, estaciones altamente estructuradas y dotadas de personal) tenían limitaciones para responder a necesidades cambiantes. El Ferrocarril de Londres y del Suroeste había operado con éxito un automotor de vapor en su Ferrocarril Southsea, que consistía en un vehículo de pasajeros autónomo con su propia máquina de vapor, de manera que el Great Western Railway dispuso de una unidad prestada para realizar pruebas en su Línea de Golden Valley, en Gloucestershire. En esta ruta rural con población dispersa alrededor del corredor ferroviario, los nuevos vehículos permitieron operar un servicio con mayores frecuencias de paso a un menor coste. Se hicieron paradas en nuevas ubicaciones, y los pasajeros subían y bajaban del tren utilizando plataformas sencillas y baratas a nivel del suelo gracias a la instalación de escalones abatibles eléctricamente en los vehículos. Se habilitaron seis nuevos apeaderos entre Chalford y Gloucester para este servicio. El interventor expedía los billetes en el tren, evitando la necesidad de personal en las paradas. Los vehículos podían conducirse desde cualquiera de sus extremos, por lo que no se perdía tiempo en las maniobras necesarias para dar la vuelta en las terminales, como era el caso de los trenes arrastrados por locomotoras.
La prueba resultó exitosa y el ingeniero mecánico jefe George Jackson Churchward diseñó un automotor de vapor. Se fabricaron dos unidades y entraron en servicio en la misma ruta el 12 de octubre de 1903. Se construyeron otras 44 durante 1904 y 1905, y cuando terminó la producción en 1908, la flota contaba con 99 unidades de transporte. Había 112 motores de vapor que podían intercambiarse entre los coches de pasajeros para adaptarse a las necesidades de mantenimiento.
Los automotores de vapor también se desplegaron en ciudades como Plymouth, donde operaron servicios de alta frecuencia de paso con nuevas paradas, compitiendo con los tranvías eléctricos.
El relativamente limitado número de plazas disponible para el pasaje solía provocar problemas en los períodos de mayor actividad. Para paliar este problema, se diseñaron coches remolcados que disponían de un puesto de conducción con una instalación mecánica que permitía controlar la unidad principal, de modo que el tren pudiera conducirse desde el remolque, evitando la necesidad de dar la vuelta en las terminales. Sin embargo, la potencia disponible en la pequeña máquina de vapor era una limitación, especialmente en rutas con fuertes pendientes. Maggs registra que en el Ferrocarril ligero de Wrington Vale con frecuencia era necesario que el automotor se detuviera para generar la cantidad de vapor necesaria para superar rampas del 2%.
Las máquinas de vapor necesitaban reparaciones frecuentes y, mientras se realizaban, la unidad no estaba disponible para su uso. El mantenimiento de la máquina de vapor también era bastante sucio, y mantener las secciones de pasajeros en un estado de limpieza aceptable era un problema considerable.
La mayoría de los automotores de vapor se convirtieron en remolques de conducción para trenes de empuje y tracción (a veces denominados simplemente automotores) que permitían conducir una locomotora de vapor separada, y las unidades de potencia originales se desecharon. Los autotrenes ofrecían muchos de los beneficios de los automotores de vapor pero, debido a que eran operados por locomotoras separadas, eran mucho más flexibles en su operación y más fáciles de mantener. El primero de los automotores de vapor originales se retiró en 1914, pero sesenta y cinco sobrevivieron hasta 1922. Tres de las unidades se vendieron luego al Ferrocarril de Londres y Blackwall y la última se retiró en 1935.
Los automotores de vapor números 42 y 49, junto con el ex-Ferrocarril de Port Talbot n° 1 (que había sido adquirido por el GWR en 1908) se vendieron a la Autoridad del Puerto de Londres.

## Flota

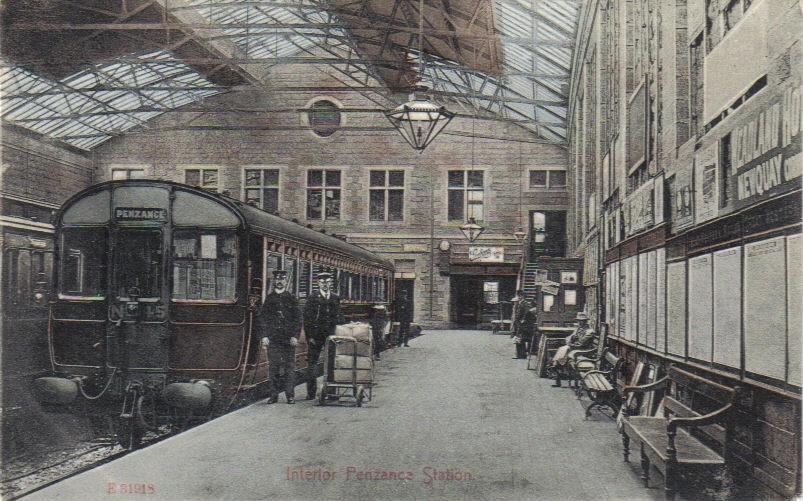
Diagrama M número 45 en la Estación de Penzance (c.1915)

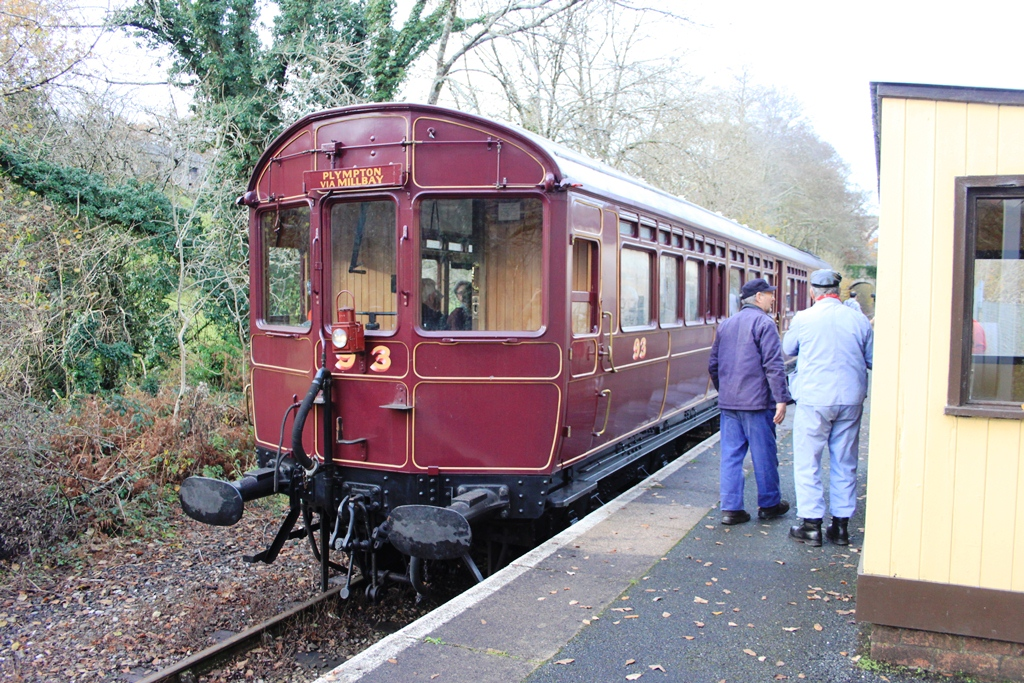
Diagrama R número 93 en Coombe Junction Halt, en la Línea de Looe Valley (2012)

Toda la flota se construyó con unidades de potencia de caldera vertical, cuatro ruedas y un bogie de arrastre de cuatro ruedas debajo del carro. Las ruedas motrices eran de 3 pies 5 plg (1041 mm) a 4 pies 0 plg (1219 mm); los cilindros eran de 9 x 15 plg (229 x 381 mm) a 12 x 16 plg (305 x 406 mm).
Algunas dimensiones eran 3/4 de pulgada (19 mm) más grandes de lo que se muestra en esta tabla, donde las cifras se redondearon al 1 pulgada (25 mm) más cercano.
| Diagrama(s) | Cantidad | Números      | Completado | Largo              | Ancho             |
| ----------- | -------- | ------------ | ---------- | ------------------ | ----------------- |
| A, A1       | 2        | 1-2          | 1903       | 57 pies (17,4 m)   | 8,5 pies (2,59 m) |
| B, C, D     | 12       | 3-14         | 1904       | 59,5 pies (18,1 m) | 8,5 pies (2,59 m) |
| E           | 2        | 15-16        | 1905       | 56 pies (17,1 m)   | 9 pies (2,74 m)   |
| F, G, G1    | 12       | 17-28        | 1904       | 59,5 pies (18,1 m) | 8,5 pies (2,59 m) |
| H, J, J1    | 8        | 29-36        | 1905       | 59,5 pies (18,1 m) | 9 pies (2,74 m)   |
| K, K1       | 4        | 37-40        | 1905       | 70 pies (21,3 m)   | 9 pies (2,74 m)   |
| L           | 2        | 41-42        | 1905       | 59,5 pies (18,1 m) | 9 pies (2,74 m)   |
| M, M1, N    | 10       | 43-52        | 1905       | 70 pies (21,3 m)   | 9 pies (2,74 m)   |
| O           | 18       | 53-58, 61-72 | 1906       | 70 pies (21,3 m)   | 9 pies (2,74 m)   |
| P           | 2        | 59-60        | 1905       | 70 pies (21,3 m)   | 9 pies (2,74 m)   |
| Q           | 8        | 73-80        | 1906       | 70 pies (21,3 m)   | 9 pies (2,74 m)   |
| Q1          | 3        | 81-83        | 1907       | 59,5 pies (18,1 m) | 9 pies (2,74 m)   |
| R           | 16       | 84-99        | 1908       | 70 pies (21,3 m)   | 9 pies (2,74 m)   |

Los primeros dieciséis automotores de vapor no disponían de espacio para los equipajes y se designaron como "suburbanos", pero a partir del n° 17 se agregó un pequeño compartimiento para equipaje. Los automotores de vapor posteriores fueron designados "ramas".: 29 
La mayoría de estas unidades se construyeron en Swindon Works, pero 14 de ellas (GWR n.º 15, 16 y 61–72) fueron construidas por Kerr, Stuart and Company y otras 8 (GWR n.º 73–80) fueron construidas por la Gloucester Railway Carriage and Wagon Company (GRC&W).: 30  Los GRC&W eran principalmente constructores de carruajes y parece que subcontrataron la construcción del motor a otra empresa de Gloucester, Summers and Scott.: 31  Kerr Stuart posteriormente vendió un motor para un automotor similar a los Ferrocarriles Victorianos en Australia.

## Número 93

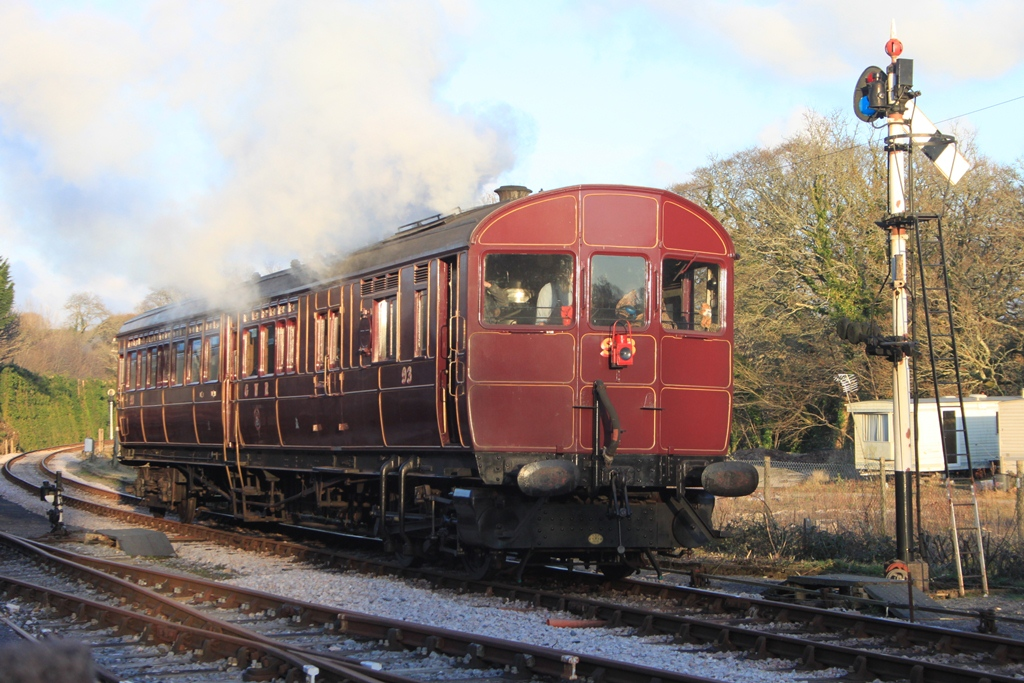
La unidad n.º 93 en la Estación de Staverton en el Ferrocarril del Sur de Devon

En febrero de 1908, se fabricó un automotor de vapor en los Talleres Ferroviarios de Swindon, y se le dio el número 93. Fue uno de los dieciséis construidos según el Diagrama R, el último lote de automotores de vapor, que medían 70 pies (21,3 m) de largo y 9 pies (2,7 m) de ancho. Después de completar 479 006 millas (770 883,5 km), el automotor se retiró del servicio en noviembre de 1934, pero una vez desmontado el motor de vapor, el vagón se convirtió en un remolque con puesto de conducción. Ahora renumerado como 212, operó de esta forma hasta mayo de 1956. Luego se puso en funcionamiento como "Coche de Estudio de Trabajo" y luego como una oficina estática en Birmingham.
En 1970, se vendió a la Great Western Society y se trasladó a su base al Centro del Ferrocarril de Didcot, pero no fue hasta 1998 cuando se pudo comenzar a devolverlo a su estado original como automotor de vapor. El bastidor del nuevo bogie motorizado finalizó en noviembre de 2000 en los Talleres Ferroviarios de Tyseley y luego se montó sobre ruedas y se equipó con una caldera. En marzo de 2008, el bogie motorizado se exhibió en Didcot. En enero de 2009 se trasladó al Ferrocarril de Llangollen, donde se había restaurado la parte del coche, y se unieron las dos partes.
El trabajo concluyó en marzo de 2011 y el automotor n.º 93 volvió al servicio público en Didcot en mayo de ese mismo año.
En junio de 2012, el n.º 93 fue autorizado para circular por líneas principales, a pesar de que la reintroducción de vehículos con carrocería de madera no se había permitido durante muchos años y estaba sujeta a restricciones para reducir la posibilidad de colisiones y daños posteriores. Desde entonces, el automotor de vapor n.º 93 ha circulado por varias líneas, con recorridos en el Ferrocarril de Bodmin y Wenford, el Ferrocarril del Sur de Devon y en el ramal de Looe (Network Rail).
En 2013 se completó la restauración del remolque n.º 92 en Llangollen (como parte del mismo proyecto). El automotor de vapor y el remolque funcionaron juntos por primera vez a finales de año.

## Lecturas relacionadas
- Casserley, HC; Johnston, SW (1966). Locomotives at the Grouping, Volume 4 Great Western Railway. Shepperton: Ian Allan Ltd. ISBN 0-7110-0555-9.
- Davies, F.K. (Mayo de 1956 (1ªEd. 1952)). The Rail Motor Vehicles (etc.). The Locomotives of the Great Western Railway. Part 11.  Railway Correspondence and Travel Society. pp. L4-L11. ISBN 0-901115-38-X.
- Davies, F.K. (May 1974). A Chronological and Statistical Survey. The Locomotives of the Great Western Railway. Part 12. RCTS. pp. M120; M124-M125; M127-M128.
- Davies, F.K.; White, D.E. (December 1983). Preservation and Supplementary Information. The Locomotives of the Great Western Railway. Part 13. RCTS. pp. N16-N18; N35. ISBN 0-901115-60-6.
- Davies, Ken (April 1993). Names and their Origins; Railmotor Services (etc.). The Locomotives of the Great Western Railway. Part 14. RCTS. pp. P30-P36; P75; P82-P84. ISBN 0-901115-75-4.
- Lewis, John (2004). Great Western Steam Railmotors: and their services. Wild Swan Publications Ltd. ISBN 1-874103-96-8.
- Parkhouse, Niel; Pope, Ian. «The Rise and Fall of the Steam Rail Motor». Archive (Lightmoor Press) (3): 39-46. ISSN 1352-7991.